# Elvir Rahimić
Elvir Rahimić (ur. 4 kwietnia 1976 w Živinicach) – bośniacki piłkarz grający na pozycji pomocnika. Rozegrał 40 meczów w reprezentacji Bośni i Hercegowiny.

## Sukcesy
- Puchar UEFA w 2005 roku (CSKA Moskwa 3:1 Sporting CP)